# Renfrew (Pennsylvania)

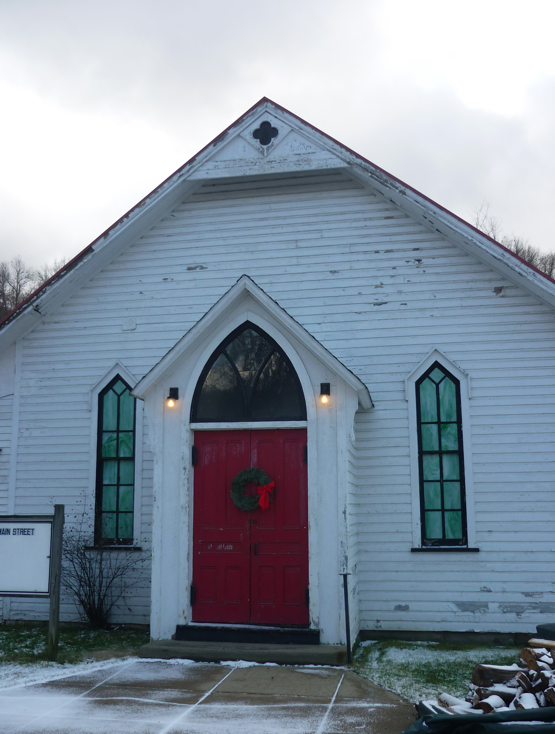
Former Methodist Church on Main Street

Renfrew ist eine als Census-designated place definierte Siedlung am Connoquenessing Creek in Penn Township, Butler County, Pennsylvania, Vereinigte Staaten. Es wurde 1882 von David A. Renfrew auf seinem eigenen Gelände gegründet. Kurz danach wurde in der Umgebung des Dorfes Öl gefunden, sodass das Dorf recht lebendig war. Es gab unter anderem eine Tankstelle, ein Postamt und mehrere Läden. Die Geschäfte sind inzwischen leer, auch die Methodisten-Kirche wurde verkauft. Im September 2004 setzten Ausläufer des Hurrikan Ivan das Dorf unter Wasser.
Renfrew wird von zwei Bahnstrecken durchquert. Die Buffalo and Pittsburgh Railroad nutzt die von der Pittsburgh and Western Railroad (später Baltimore and Ohio Railroad) errichtete Strecke von Pittsburgh über Butler nach Foxburg. Die Canadian National Railway nutzt die Bessemer-and-Lake-Erie-Railroad-Stammstrecke zwischen dem Eriesee und North Bessemer. Die Haltepunkte an beiden Strecken wurden schon länger stillgelegt.
Die Interurban Pittsburgh, Mars and Butler Railway verband den Ort mit Pittsburgh und Butler.